# Jackass
Jackass är ett amerikanskt TV-program som visas på MTV. Programmet innehåller humoristiskt framställda stunts, galenskaper, practical jokes och experiment som man inte rekommenderas att rekonstruera. De har gjort åtta filmer. Jackass har även släppt spelet Jackass: The Game till Playstation Portable och Playstation 2. Den 9 november 2010 hade filmen Jackass 3D biopremiär i Sverige. 

## Medlemmar
- Johnny Knoxville
- Steve-O
- Chris Pontius
- Jason "Wee-Man" Acuña
- Preston Lacy
- Dave England
- Ehren McGhehey
- Brandon Dicamillo
- Raab Himself
- Rake Yohn

## Tidigare medlemmar
- Ryan Dunn (avliden 2011) [2]
- Bam Margera (utsparkad på grund av drogmissbruk)

## Filmer
- Jackass: Volume 1
- Jackass: Volume 2
- Jackass: Volume 3
- Jackass: The Movie (2002)
- Jackass: Number Two (2006)
- Jackass: 2.5 (2007)
- Jackass: The Lost Tapes (2009)
- Jackass 3D (2010)
- Jackass 3,5 (2011)
- jackass  4    (2022)
- jackass 4,5  (2022)